# Faridnagar
Faridnagar es  un pueblo y  nagar Panchayat situado en el distrito de Ghaziabad, en el estado de Uttar Pradesh (India). Su población es de 12 785 habitantes (2011). 

## Demografía
Según el  censo de 2011 la población de Faridnagar era de 12785 habitantes, de los cuales 6715 eran hombres y 6070 eran mujeres. Faridnagar tiene una tasa media de alfabetización del 68,15%, superior a la media estatal del 67,68%: la alfabetización masculina es del78,85%, y la alfabetización femenina del 56,37%.